# Evans Kipkosgei Ruto
Evans Kipkosgei Ruto (* 1984) ist ein kenianischer Marathonläufer.
2008 machte er mit einem sechsten Platz beim Düsseldorf-Marathon in 2:11:56 h zum ersten Mal auf sich aufmerksam. Beim Singapur-Marathon desselben Jahres wurde er Neunter.
2009 stellte er beim Hannover-Marathon mit 2:10:48 h und beim Köln-Marathon mit 2:08:36 jeweils Streckenrekorde auf.